# Stazione di Washington Union
La stazione di Washington Union (in inglese: Washington Union Station) è la principale stazione ferroviaria di Washington, Stati Uniti. Venne inaugurata nel 1908, e fu progettata per essere l'accesso principale alla capitale americana.
La stazione è ancora uno dei più affollati gangli cittadini nel Distretto di Columbia con un traffico annuo di 32 milioni di persone. Oltre alle linee dell'Amtrak, le ferrovie statali americane, il terminal ferroviario serve anche le ferrovie regionali del Maryland (MARC) e quelle della Virginia (VRE), oltre ad essere il capolinea di diverse linee di autobus e della tranvia H Street/Benning Road e una delle stazioni principali della metropolitana di Washington.

## Progettazione e realizzazione
Nel 1901, quando le due compagnie ferroviarie concorrenti, Pennsylvania Railroad e Baltimore & Ohio Railroad, annunciarono la costruzione di un terminal in comune, l'opinione pubblica cittadina accolse la notizia con entusiasmo. Prima di tutto questa decisione permetteva di razionalizzare la rete ferroviaria, rimuovendo chilometri di binari che ingombravano quello che avrebbe dovuto essere il National Mall. In secondo luogo, centralizzare i terminal ferroviari in un grande edificio avrebbe permesso di costruire una struttura imponente che riflettesse il prestigio e il ruolo della capitale. Si decise di situare la stazione all'intersezione di due importanti avenue, in modo che fronteggiasse direttamente il Campidoglio.
Del progetto fu incaricato l'architetto Daniel Burnham, assistito da Pierce Anderson. Burnham, un architetto beaux-arts, trasse ispirazione per la struttura da un largo numero di fonti classiche. Prima di tutto dall'Arco di Costantino, ma anche dalle volte delle Terme di Diocleziano, oltre che dalla Basilica di Massenzio. Contribuivano ad esaltare l'ispirazione classica del design, la scala monumentale dell'edificio e il dispiego di sculture allegoriche, decorazioni in marmo bianco e foglia oro e iscrizioni commemorative.

## Descrizione dell'edificio

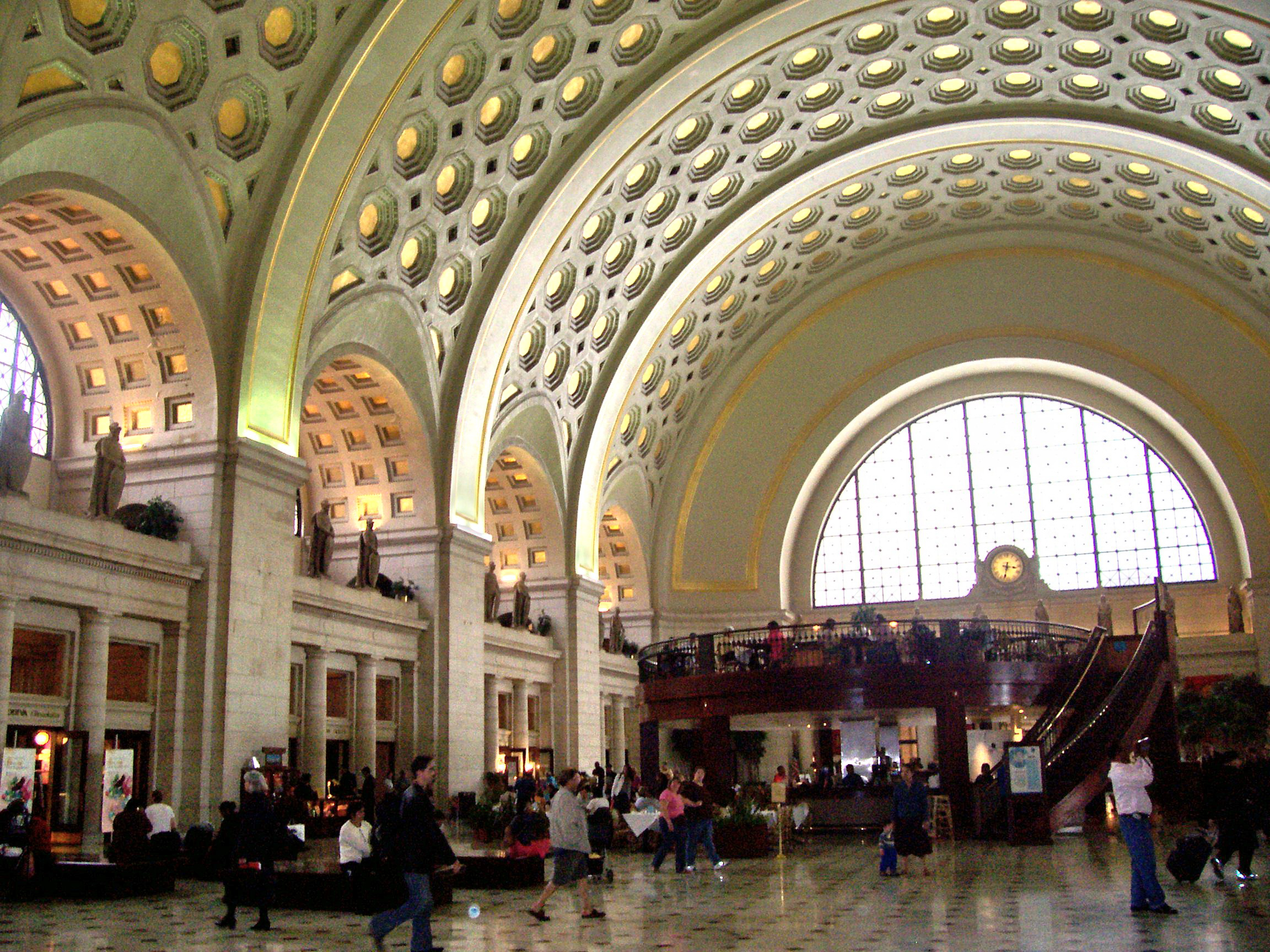
Atrio centrale della Union Station

Burnham, seguendo l'esempio ormai divenuto classico della Euston Station di Londra, immaginò la facciata della stazione come un enorme arco trionfale. A somiglianza dell'Arco di Costantino, al centro della facciata si articolano tre enormi fornici, sormontati da una trabeazione sostenuta da sei gigantesche colonne di ordine ionico. La cornice sporgente della trabeazione ospita sei colossali statue, opera di Louis St. Gaudens, sul modello dei prigionieri Daci dell'Arco di Costantino. 
Le sei statue sono figure allegoriche che alludono alla fiducia verso il progresso e i trasporti: Prometeo che rappresenta il fuoco, Talete, l'elettricità, Temi, la libertà e la giustizia, Apollo, la scienza, Cerere, l'agricoltura e Archimede, la meccanica. St. Gaudens scolpì anche trentasei statue di centurioni che decorano il padiglione centrale della stazione.

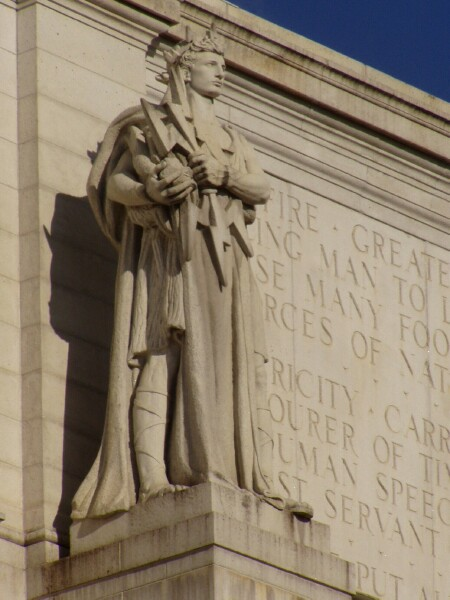
Statua colossale di Talete

L'interno della stazione è composto da una serie di padiglioni connessi con arcate e loggiati, spesso costruiti con laterizi di Guastavino. 
L'aspetto finale della stazione doveva molto alla cosiddetta Court of Heroes della World's Columbian Exposition di Chicago, 1893, presso la quale Burnham aveva lavorato come architetto-coordinatore. All'interno della struttura si aprivano grandi sale per l'accoglienza dei viaggiatori, mense e altri servizi, inclusi negozi, sale da barba e persino un'agenzia funebre. 
La Union Station era equipaggiata con una suite presidenziale (attualmente sede di un ristorante), resasi necessaria dopo gli assassini dei presidenti James Garfield e William McKinley. In particolare Garfield fu ucciso proprio mentre aspettava di prendere il treno nella stazione della Baltimore & Potomac Railway. 
Gli architetti fautori del modernismo detestarono immediatamente l'aspetto trionfalmente beaux arts dell'edificio.

## Inaugurazione e storia operativa
La Union Station fu inaugurata ufficialmente il 27 ottobre 1908 con l'arrivo di un treno passeggeri della Baltimore & Ohio da Pittsburgh. Il grande terminal divenne subito il principale portale di accesso per la capitale americana, diventando incredibilmente affollato soprattutto durante la Seconda guerra mondiale, quando 200.000 passeggeri passarono per la stazione in una singola giornata. 
Per la maggior parte della sua storia la Union Station è servita come snodo per il servizio fra la Baltimore & Ohio Railroad, la Pennsylvania Railroad e la Southern Railway. La Richmond, Fredericksburg & Potomac Railroad provveda a un collegamento con Richmond, in Virginia, circa 100 miglia a sud di Washington. Da qui si dipartivano le principali direttrici della Atlantic Coast Line Railroad e Seaboard Air Line Railroad per la Carolina, la Georgia e la Florida.

## Incidente del 1953
La mattina del 15 gennaio 1953, il treno Federal Express della Pennsylvania Railroad deragliò all'interno della stazione. Avvicinandosi alla Union Station i ferrovieri si accorsero, a circa due miglia dalle piattaforme, che era impossibile frenare. Il macchinista avvisò via radio il personale di stazione che provvide ad evacuare la struttura, mentre il treno fu deviato sul binario numero 16. Il locomotore GG1, n. 4876, impattò contro il respingente alla velocità di 25 miglia orarie, salendo sulla piattaforma e distruggendo l'ufficio del capostazione, posto alla fine di essa. Dopo aver travolto anche un'edicola, il convoglio si fermò solo dopo aver invaso l'atrio centrale della Union Station, il cui pavimento, mai progettato per sopportare un tale peso, cedette. Il locomotore elettrico, pesante 447.000 libbre (ca. 238,5 t) cadde attraverso il pavimento finendo dentro il grande padiglione seminterrato che attualmente ospita la Food Court. Incredibilmente nessuno rimase ucciso durante questo sconquasso, visto che i passeggeri si erano tutti ritirati nei vagoni di coda. Lo spettacolare incidente ispirò il finale del film con Gene Wilder, Wagons lits con omicidi.

## Declino e progetti di reimpiego
Subito dopo la Seconda guerra mondiale, le condizioni finanziarie di tutte le compagnie ferroviarie americane cominciarono a declinare, sia per la concorrenza dei viaggi aerei, sia per la costruzione di un'efficiente rete federale di autostrade. Nel 1958 la B&O e la Pennsylvania Railroad, strette dalla crisi, cominciarono a progettare di vendere la Union Station oppure di abbatterla per costruire al suo posto edifici per uffici. Nel 1963 si valutò la possibilità di trasformare la stazione in un centro culturale, ma poi il progetto fu modificato per divenire l'attuale Kennedy Center for Performing Arts. Due anni più tardi, lo Smithsonian Institute suggerì di usare la Union Station come museo nazionale delle ferrovie, ma altri progetti furono considerati più importanti. 
Nel 1967, si pensò di utilizzare la struttura come Visitor Center per le folle di turisti che si prevedeva dovessero affluire a Washington in occasione del Bicentenario della Dichiarazione di Indipendenza. Nei successivi sei anni si raccolse denaro in modo da poter modificare l'atrio principale della stazione, costruendo sotto di esso una sorta di enorme sala di presentazione dove poter proiettare immagini per il pubblico. Questa struttura fu battezzata PAVE (Primary Audio-Visual Experience), ma ben presto soprannominata “the pit”, il pozzo. L'intero progetto di modifica, eccetto la costruzione di garage per le auto, fu completato e inaugurato il 4 luglio 1976. Tuttavia, a causa di una scarsa informazione e della carenza di posti macchina, il nuovo National Visitor Center non divenne mai popolare e finì per essere sottoutilizzato. Nel 1977, un rapporto del General Accounting Office indicò che tutta la struttura era pericolante e che c'era il rischio di un imminente cedimento strutturale. Le presentazioni del PAVE furono di conseguenza sospese il 28 ottobre 1978.

## Restauro
Nel 1981 il Congresso promulgò il Redevelopment Act, decretando l'inizio di una campagna di restauri per la Union Station. La stazione fu chiusa al pubblico in attesa dei lavori. Lo stato dell'intera struttura era miserevole. La muffa aggrediva il soffitto dell'atrio centrale, mentre le tappezzerie erano piene di buchi di sigarette. Nel 1988, l'allora segretaria ai trasporti Elizabeth Dole, stanziò 70 milioni di dollari per la campagna di restauri. Il progetto di ristrutturazione fu affidato all'architetto di Chicago Harry Weese. “Il pozzo” fu trasformato in un nuovo piano seminterrato con ristoranti e fast food. I marmi e le decorazioni dell'atrio centrale furono riportati al loro originale splendore. Fu installato un sistema di aerazione completamente nuovo.

## Sistemazione corrente
La stazione riaprì nel 1988. Nella vecchia struttura del PAVE, oltre ai ristoranti, fu installato un cinema della catena AMC. Altri punti di ristoro e negozi furono installati nei piani sotterranei dove un tempo si depositava e smistava la posta. Negozi furono aperti anche nell'atrio centrale e nella zona dei binari. Un nuovo terminal Amtrak fu inaugurato dietro quello originale. Attualmente, la Union Station è di nuovo uno degli snodi più affollati della città, visitato da milioni di turisti e di viaggiatori ogni anno. Dalla stazione partono e arrivano i treni che viaggiano lungo il cosiddetto Northeast Corridor (Corridoio Nordorientale), la linea che tocca le maggiori città della East Coast, come Baltimora, Philadelphia, New York e Boston. Fra le altre linee che servono la Union Station il treno ad alta velocità Acela Express, ma anche numerose linee regionali che connettono la capitale con i sobborghi del Maryland e della Virginia. 
I binari della stazione sono divisi su due livelli, uno superiore e uno inferiore. Nel livello superiore si allineano i binari dal 7 al 20, usati dalla MARC, ma anche dall'Acela Express. Al livello inferiore si trovano i binari dal 22 al 29, usati dalla VRE per le connessioni con la Virginia, ma anche da altri convogli Amtrak. Nel sottosuolo della stazione ferroviaria si trova la stazione della metropolitana di Washington, Red Line, una delle più frequentate dell'intera rete di Washington.
La Union Station è attualmente proprietà dell'ente no-profit Union Station Redevelopment Corporation, anche se è affittata, con un contratto di 84 anni, dalla società newyorkese Ashkenazy Acquisition Corporation.

### Testi di approfondimento
- La stazione di Washington, in Rivista tecnica delle ferrovie italiane, giugno 1913.